# Magyar hárfások listája
Ez a lista a magyar vagy Magyarországon működött hárfásokat tartalmazza.
| Ábécé szerinti tartalomjegyzék                                                                           |
| --- |
| A, Á B C Cs D Dz Dzs E, É F G Gy H I, Í J K L Ly M N Ny O, Ó Ö, Ő P Q R S Sz T Ty U, Ú Ü, Ű V W X Y Z Zs |

## A
- Aba-Nagy Zsuzsanna

## B
- Bajtala Emese
- Bábel Klára (Budapest, 1989. február 10.)
- Bleier Lili Mihályffy Béláné (Budapest, 1899. május 26. – Budapest, 1939. november 9.)
- Dr. Bélyei Lajosné Gogolyák Mária (Budapest, 1945. június 13.) zeneiskolai igazgató
- Sz.-né Bognár Margit (Kispest, 1942. október 14.)

## D
- Dalló Gyula (Budapest, 1934. augusztus 18. – Budapest, 2019. október 30.)
- Devescovi Erzsébet, Elisabetta Devescovi (Budapest, 1934. július 19.)
- Dőtsch Zoltán (Budapest, 1908. augusztus 3. – Debrecen, 1984. dececember 28.)
- Dubez Péter, Peter Dubez/Dubetz (Neulerchenfeld, Bécs, [?1829] 1838 – Budapest, 1890. október 21.)

## E
- Erdős Judit
- Eszterházy Johanna (Pozsony, 1794. május 9. – Bécs, 1880. június 8.)

## F
- Farkas Mira  (Budapest, 1991. március 28.)
- Felletár Melinda (Hódmezővásárhely, 1960. május 10.)
- Feszler Mónika (Kecskemét, 1947. július 25.) zenei rendező (Hungaroton)
- Fodor Josephine (Párizs, 1789. október 13. – Saint-Genis-Laval, 1870. augusztus 14. körül)

## G
- Gaál Erzsébet
- Galsi Ilona
- Gertner János (?) népművész, vándorhárfás
- Geszti Mária (Budapest, 1943. november 16.) hangmérnök (Hungaroton)
- Gémesi Irén (?), Tournie-tanítvány
- Gulyás Csilla (Budapest, 1975.)
- Guttmann Márta (Véménd, 1897. május 10. – Budapest, 1981. május 18.)

## H
- Haraszthy Márta (Budapest, 1947. november 12.)

## J
- Jurecz Miklósné Nyakas Sára (Gyula, 1938. október 29.) zongoratanár

## K
- Kathy Horváth Ildikó Szulamit (Budapest, 1976.november 6.)
- Kiss Tünde (Budapest, 1955. május 9.)
- Nagyné Komor Ágnes, N. Komor Ági (Budapest, 1923. augusztus 12. – Budapest, 2012. december 13.)
- Kovács Mónika (Budapest, 1956. augusztus 23.)
- Kovalcsik Katalin (Budapest, 1954 – 2013. január 30.) hárfatanár, etnomuzikológus

## L
- Lakatos Ida (Budapest, 1957. július 6.)
- Lelkes Anna
- Lévai Mária (Budapest, 1969. június 20. - Budapest, 2018. június 8.)
- Lieder Friderika, Orzenovszky Károlyné (Nagyszombat, 1829. július 31. – Pest, 1864. február 7.)
- Lőrincz Magdolna (Budapest, 1940. április 11.)
- Lőrincz Pál (Pécs, 1910. március 27. – Budapest, 1986. január 8.)
- Lubik Hédy, Lubik Hédi/Hedvig (Budapest, 1934. június 20. – 2022. május 24. vagy előtte)

## M
- Habsburg–Lotaringiai Mária Henrietta belga királyné (Pest, 1836. augusztus 23. – Spa (Belgium), 1902. szeptember 19.)
- Markovich Mónika (Budapest, 1982. július 1.)
- Maros Éva (Pécs, 1946. február 9.)
- Pálvölgyiné Matisz Gizella (Budapest, 1926. február 25. – 2021. február 24.)[1]
- Mercz Nóra
- Sz. Molnár Anna (?) a Magyar Hárfás Trió alapítótagja
- Mosshammer Ottó (Bécs, 1872. – Budapest, 1957. szeptember 15.)
- Mosshammer Román (Bécs, 1868. – Budapest, 1920. szeptember 16.)

## N
- Nagy Katalin (Budapest, 1947. február 14.) cimbalom- és hárfatanár
- Nizalowski Fanni (Budapest, 1995. december 19.) hárfás, a HarpPost c. blog vezetője

## O
- Olasz Margit (Hódmezővásárhely, 1949. március 23.)

## P
- Pachmayer Ilona (Budapest, 1940. március 9.)
- Papp Tímea
- Peták Ágnes (Szolnok, 1961. augusztus 21.)
- Polónyi Ágnes
- Pusztási Ödönné Berkes Katalin (Budapest, 1942. november 8.)

## R
- Razvaljajeva Anasztazija Dmitrijevna (Murmanszk, 1986.)
- Reményi Zsuzsa (Susana Remeny) (Budapest, 1928. január 1. – Toronto, 2020. április 11.)
- Revere Gyula (Budapest, 1883. január 30. – Budapest, 1945. január 14.)
- Rékai Miklós (Budapest, 1906. november 9. – Budapest, 1959. január 21.)
- Réth Júlia
- Rohmann Henrik (Bátaapáti, 1910. augusztus 4. – Budapest, 1978. október 13.)

## S
- Sashegyi Ágnes (Debrecen, 1959. május 21.)
- Schwarz Mihály (Brassó, 1754 – Brassó, 1828)
- Seregély Irma (Nagyvárad)
- Simon Beáta
- Sipkay Deborah (Wyandotte, 1969. szeptember 3.)
- Stefánia belga királyi hercegnő (Brüsszel, 1864. május 21.– Pannonhalma, 1945. augusztus 23.)
- Strauss József vándorhárfás

## Sz
- Szabó Ágnes
- Szarvas Klári (Budapest, 1911. május 12. – Haifa, Izrael, 2007. január 12.)
- Szilágyi Kinga Katinka
- Szilvásy Júlia (Budapest, 1968. január 9.)

## T
- B. Thür Szilvia (Budapest, 1950. január 29.)
- Till Andrásné Jenei Mária (Gyula, 1942. február 24.) hárfatanár
- Tóth Zsuzsa (Karcag, 1948. november 30.)
- Tánczos Katalin

## V
- Verseghy Ferenc (Szolnok, 1757. április 3. – Buda, 1822. december 15.)
- Vigh Andrea (1962.)

## W
- Weninger Richárd (Versec, 1934. december 21. – Szeged, 2011. október 26.)
- Wuchinger Gáspár (?) bonyhádi népművész, vándorhárfás
- Würtzler Arisztid Aristid von Würtzler (Budapest, 1925. – Debrecen, 1997. november 30.), szólista, tanár, a New York Harp Ensemble alapítótagja

## Z
- Záborszky Erzsébet (Tokaj, 1921. augusztus 6.)